# Serangium
Serangium (лат.) — род божьих коровок из подсемейства Microweiseinae.

## Распространение
В Палеарктике встречаются 6 видов.

## Описание
Коровки мелких размеров; в длину достигают 1,5—2,2 мм их тело полушаровидной формы, сильно выпуклое, блестящее, покрыто очень редкими волосками. Голова подогнута, ротовые органы направлены вниз и чуть назад. Усики девятичлениковые; третий их членик длинный, апикальный, очень большой, продольно-овальный.
Бёдра плоские, сильно расширены. Голени тонкие, без зубцов.

## Экология
Питаются щитовками и мелкими вредными двукрылыми. Японские представители рода были отмечены питающимися на щитовках рода Ceroplastes и некоторыми представителями белокрылок (Aleyrodidae).

## Систематика
В составе рода:
- Serangium japonicum Chapin
- Serangium lygaeum Iablokov-Khnzorian, 1972
- Serangium maculigerum Blackburn, 1892
- Serangium parcesetosum Sicard, 1929
- Serangium punctum Miyatake